# Берзиньш, Артурс
Артурс Берзиньш (латыш. Artūrs Bērziņš; род. 12 июня 1988, Огре, Латвийская ССР, СССР) — латвийский профессиональный баскетболист и тренер, игравший на позиции тяжёлого форварда.

## Карьера
Артурс начал играть в баскетбол в своём родном городе Огре. В 2008 году перешёл в «Вентспилс», став в сезоне 2008/2009 чемпионом Латвии.
В 2013 году перешёл в рижский ВЭФ. Перед началом сезона 2014/2015 был выбран капитаном команды. В этом сезоне Берзиньш, набирал в среднем по 3,6 очка и 2,7 подбора в матчах Единой лиги ВТБ.
В августе 2015 года Берзиньш стал игроком «Валмиеры». В составе команды Артурс стал чемпионом Латвии, а также был признан MVP финальной серии.
В июле 2017 года Берзиньш вернулся в «Вентспилс», подписав 2-летний контракт.

## Сборная Латвии
В 2011 году, в составе сборной Латвии, выступал на чемпионате Европы в Литве.

## Достижения
- Чемпион Латвии (3): 2008/2009, 2014/2015, 2015/2016
- Серебряный призёр чемпионата Латвии (4): 2010/2011, 2010/2011, 2011/2012, 2013/2014